# Башкиры в Санкт-Петербурге
Башкиры в Санкт-Петербурге (баш. Санкт-Петербург башҡорттары) — собирательное название лиц башкирской национальности, проживающих в городе Санкт-Петербурге и Ленинградской области.

## Численность

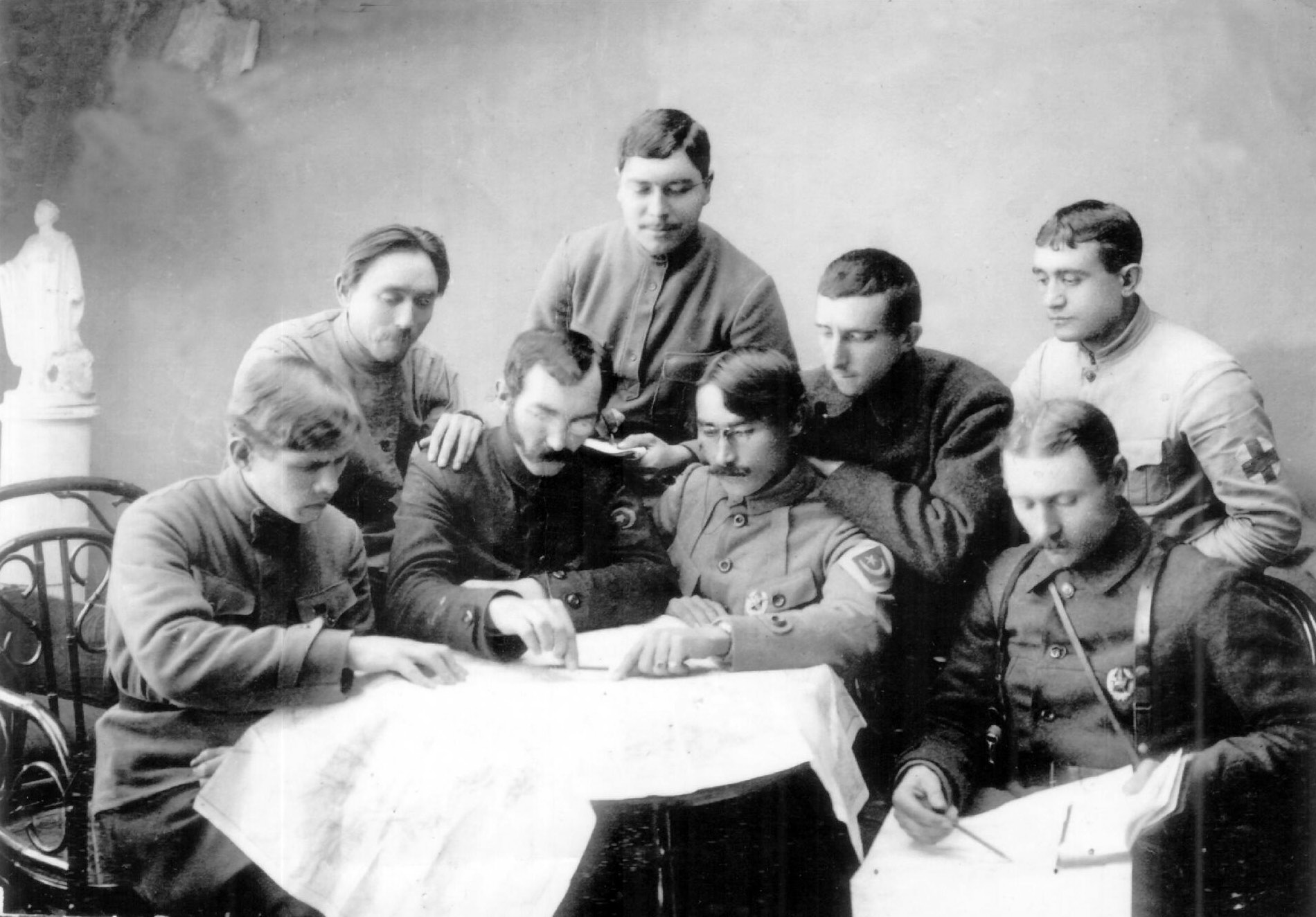
Штаб Башкирской отдельной кавалерийской дивизии. Петроград, 1919

По итогам Всероссийской переписи населения 2002 года, в России проживают 1 673 389 башкир, или 1,15 процента всего населения. Из них 2453 представителя проживают в Санкт-Петербурге и 1102-в Ленинградской области.
| Регионы               | Общая численность башкир | Процент башкир |
| --------------------- | ------------------------ | -------------- |
| Санкт-Петербург       | 2453                     | 0,05           |
| Ленинградская область | 1102                     | 0,07           |

## Башкирские общественные организации региона
Башкиры Санкт-Петербурга и Ленинградской области, хотя и не входят в число компактно проживающих в этом регионе этнических групп, ведут активную деятельность в диаспорском обществе.
В Санкт-Петербурге и Ленинградской области действует несколько башкирских общественных организаций:
- Конгресс (Курултай) башкир Санкт-Петербурга и Ленинградской области — председатель Ибрагимова Гульназ Халяфовна. Конгресс взял под свое крыло все башкирские общественные организации города и области, работают сообща
- Башкирская национально-культурная автономия Санкт-Петербурга
- Региональная общественная организация «культурный центр „Башкортостан“, руководитель Люция Гафаровна Буканова
- Башкирская молодежная ассоциация „Аманат“
- Башкирско-татарское общество» Юлдаш « — город Гатчина Ленинградской области
- Башкирское общество» согласие " — город Кронштадт[2].